# Marta Čejz
Marta Kauls Čejz (енгл. Martha Cowles Chase; 30. novembar 1927 — 8. avgust 2003), poznata i kao Marta C. Epštajn bila je američki genetičar i mikrobiolog. Najpoznatija je po saradnji sa Alfredom Heršijem na eksperimentu kojim je 1952. godine potvrđeno da je nosilac nasledne informacije molekul DNK, a ne protein, kako se pre toga smatralo.

## Biografija
Rođena je 1927. godine u Klivlendu, u američkoj državi Ohajo. Imala je sestru Rut Čejz (kasnije Rut Haziel). Diplomirala je na univerzitetu u Vusteru 1950. godine, nakon čega je radila kao asistent istraživač, genetičara Alfreda Heršija u laboratoriji u Kold Spring Harboru .1953. godine, napustila je laboratoriju u Kold Spring Harboru i počela da radi sa Gasom Dormanom u Ouk Ridž nacionalnoj laboratoriji u Tenesiju, a zatim i na Univerzitetu u Ročesteru.1959. godine se vratila na studije, a 1964. odbranila doktorat iz oblasti mikrobiologije na Univerzitetu Južne Kalifornije.
Dok je boravila u Kaliforniji, upoznala je naučnika Ričarda Epštajna i udala se za njega, kasnije promenivši ime u Marta C. Epštajn. Brak je kratko trajao, ubrzo su se razveli i nisu imali dece. Niz nepovoljnih događaja, tokom 60-ih godina okončao je njenu karijeru u nauci. Preselila se u Ohajo, gde je živela sa porodicom. Poslednjih nekoliko decenija života patila je od demencije, usled koje je izgubila kratkotrajno pamćenje. Preminula je od upale pluća 2003. godine sa 75 godina.

## Karijera
Kao asistentkinja Alfreda Heršija, preselila se 1950. godine sa njim u Kold Spring Harbor. Dve godine kasnije, zajedno su sproveli čuveni Herši-Čejz eksperiment koji je poznat i kao "blender eksperiment". Ovaj eksperiment se zasnivao na obeležavanju različitih komponenti bakteriofaga T2, radioaktivnim izotopima. Proteinska kapsula virusa obeležena je radioaktivnim izotopom sumpora (35S), dok je molekul DNK u njemu, obeležen radioaktivnim izotopom fosfora (32P). Nakon toga su virusom inficirane bakterije E. coli, a zatim je izvršena njihova precipitacija i merenje radioaktivnosti taloga. Rezultati su pokazali da je 32P prisutan u talogu u kom su se nalazile bakterije, dok je u ostatku medijuma bio prisutan 35S. Eksperimentom je dokazano da je DNK dovoljna za replikaciju virusa i sintezu proteinske kapsule i da je ona nosilac nasledne informacije.

## Radovi
- http://scarc.library.oregonstate.edu/coll/pauling/dna/papers/hershey-independent.html

## Spoljašnje veze
- Marta Epštajn Čejz, Kold Spring Harbor laboratorija
- Alfred Herši, Marta Čejz, 1953, Kold Spring Harbor laboratorija
- Teza: Reaktivacija faga P2 oštećenog utravioletnim zračenjem Архивирано на веб-сајту  (12. април 2019)